# Esther Keller
Esther Keller, née le 24 octobre 1984 (originaire de Kirchberg (Saint-Gall)), est une personnalité politique suisse, membre des Vert'libéraux.
Elle est membre du gouvernement du canton de Bâle-Ville depuis février 2021, où elle dirige le département des constructions et des transports.

## Biographie

### Origines et famille
Esther Keller naît 24 octobre 1984. Elle est originaire de Kirchberg, dans le canton de Saint-Gall. Son père est économiste ; sa mère, laborantine. Elle a deux sœurs aînées.
Elle grandit à Reinach, dans le canton de Bâle-Campagne.
Elle est célibataire et vit en communauté d'habitation (de) avec quatre autres femmes à Bâle.

### Études et parcours professionnel
Elle fait des études de langue et de littérature allemande, d'histoire et de philosophie à l'Université de Bâle de 2004 à 2009, jusqu'à la licence.
Elle paie ses études en travaillant pour TeleBasel, d'abord comme présentatrice d'un magazine pour les jeunes, puis comme journaliste et présentatrice du téléjournal,. Elle exerce cette activité jusqu'en 2012, année où elle devient porte-parole de Novartis pendant trois ans,.
Elle se met à son compte en 2015, comme conseillère en communication,.

### Parcours politique
Elle déclare avoir adhéré aux Vert'libéraux après s'être renseignée sur Smartvote , ce parti « correspond[a]nt à [s]on côté entrepreneurial et répond[a]nt à [s]es réflexions écologistes ».
Elle accède au Grand Conseil du canton de Bâle-Ville le 1er mai 2019, à la suite de la démission de son collègue de parti Aeneas Wanner. Elle est candidate au Conseil national en octobre 2019.
Elle crée la surprise en étant élue le 29 novembre 2020, au second tour, au Conseil d'État du canton de Bâle-Ville, terminant devant le sortant libéral-radical Baschi Dürr (de) alors que son parti ne bénéficiait d'aucune alliance. Elle est le premier Vert'libéral à y accéder et le deuxième sur le plan suisse après Verena Diener à Zurich,. Elle prend ses fonctions le 1er février 2021, à la tête du département des constructions et des transports.

### Autres activités
Elle est coprésidente du club de volleyball Smaesch Pfeffingen de 2019 à 2021.

## Ouvrages
- (de) Mein Name ist Bont, Bâle, Verlag Friedrich Reinhardt, 2011, 184 p. (ISBN 9783724517825)
- (de) Ernst Beyeler : von Kunst bewegt, Bâle, Verlag Friedrich Reinhardt, 2014, 236 p. (ISBN 9783724519935)